# Kentucky Bourbon Trail
Der Kentucky Bourbon Trail ist eine Tourismusroute durch den US-Bundesstaat Kentucky, um Bourbon Whiskey zu promoten. Der Weg führt knapp 100 Kilometer durch die Hügellandschaft Kentuckys entlang des Bluegrass Parkways durch das zentrale Kentucky zwischen Louisville und Lexington, Kentucky. Wegpunkte sind neun Whiskey-Destillerien und Besucherzentren. Die Kentucky Distillers Association (KDA), ein Industrieverband der Whiskeybrener in Kentucky, schuf den Weg 1999 und übernahm das Konzept von verschiedenen Wine Trails durch das Napa Valley, die dazu beigetragen hatten Wein aus Kalifornien zu popularisieren. Mehrere Hunderttausend Besucher im Jahr besuchen den Trail.

## Geschichte
2009 zerstritten sich das Unternehmen Sazerac Company und die Kentucky Distillers Association über die Nutzung der Marke. Sazerac wollte seine beiden damals auf dem Bourbon Trail liegenden Brennereien bewerben mit Buffalo Trace Distillery on the Bourbon Trail und Tom Moore Distillery on the Bourbon Trail, was die KDA als Angriff auf die eigenen Markenrechte am Bourbon Trail sah. Der Streit führte letztendlich im Januar 2010 zum Austritt von Sazerac aus der KDA und zum Ausschluss der beiden Brennereien aus dem offiziellen Bourbon Trail. Diverse Rechtsstreitigkeiten in der Folge führten schließlich 2011 zu einem Vergleich, der die „Marke Kentucky Bourbon Trail“ exklusiv bei der KDA ließ, während Sazerac Werbung mit dem mehr generischen „Bourbon Trail“ machen kann.
Inspiriert vom Kentucky Bourbon Trail, begann das Stadtmarketing von Louisville 2008 einen Urban Bourban Trail, der durch das Stadtgebiet führt und für den sich Besucher auch einen Pass an den verschiedenen Stationen abstemplen lassen können und am Ende ein kleines Souvenir erhalten.

## Strecke und Wegpunkte
Der Bourbon Trail besucht vor allem Wegpunkte in und um Louisville herum. Es ist möglich, den Weg mit dem Fahrrad abzufahren und die KDA hat auch mehrere Wegvorschläge für eine Radtour entlang des Trails.
| Bild | Name                                  | Standort               | Art der Einrichtung                         | Eigentümer            | Anmerkungen                                                       |
| ---- | ------------------------------------- | ---------------------- | ------------------------------------------- | --------------------- | ----------------------------------------------------------------- |
|      | Bulleit Experience                    | Louisville, Kentucky   | Besucherzentrum                             | Diageo                | Gebäude der ehemaligen Stitzel-Weller Distillery.                 |
|      | Cox’s Creek Warehouses and Bottling   | Cox’s Creek, Kentucky  | Lagerhaus, Abfüllanlage und Besucherzentrum | Four Roses/Kirin      |                                                                   |
|      | Evan Williams Bourbon Experience      | Lexington, Kentucky    | Besucherzentrum                             | Heaven Hill           |                                                                   |
|      | Four Roses Distillery                 | Lawrenceburg, Kentucky | Brennerei                                   | Kirin                 | Auf dem National Register of Historic Places                      |
|      | Heaven Hill Bourbon Experience Center | Bardstown, Kentucky    | Besucherzentrum und Lagerhaus               | Heaven Hill           |                                                                   |
|      | Jim Beam                              | Clermont, Kentucky     | Brennerei                                   | Beam Suntory          |                                                                   |
|      | Maker’s Mark                          | Loretto, Kentucky      | Brennerei                                   | Beam Suntory          |                                                                   |
|      | Town Branch                           | Lexington, Kentucky    | Brennerei und Brauerei                      | Alltech               | Mikrodestillerie, die an eine größere Brauerei angeschlossen ist. |
|      | Wild Turkey                           | Lawrenceburg, Kentucky | Brennerei                                   | Davide Campari-Milano |                                                                   |
|      | Woodford Reserve                      | Versailles, Kentucky   | Brennerei                                   | Brown-Forman          |                                                                   |

Alle Brennereien bieten eine Besucherführung, einige haben noch ein eigenes Besucherzentrum. In allen ist es möglich, Whiskey zu verkosten, entweder umsonst oder als Teil der Tour oder gegen eine Gebühr. Besucher, die alle neun Destillerien besuchen, können sich einen Wegpass ausfüllen lassen und erhalten ein Sourvenir T-Shirt.
Nach dem Streit ausgeschieden aus dem Bourbon Trail sind die beiden Sazerac-Brennereien.
- Buffalo Trace
- Barton 1792 Distillery

Beide liegen aber entlang der Strecke und bieten weiterhin Führungen und Verkostungen an.

## Craft Trail
Seit 2000 hat Bourbon Whiskey einen Boom insbesondere im Premium-Bereich und durch den Erfolg sind mittlerweile mehrere Hundert Mikrodestillerien entstanden. Die Kentucky Bourbon Association reagierte darauf, indem sie 2012 einen „Craft“ Trail schuf, der entlang von sieben Mikrodestillerien führt. Dies sind:
- Barrel House, Lexington, Kentucky
- Corsair Artisan, Bowling Green
- Limestone Branch, Lebanon
- MB Roland, Pembroke
- New Riff, Newport[6]
- Old Pogue, Maysville
- Silver Trail, Hardin
- Wilderness Trail, Danville
- Willett, Bardstown

Im Jahr 2013 besuchten 62.000 Besucher den Craft Trail. Während die Wegpunkte des großen Bourbon-Trails alle in einem relativ kleinen Bereich im Herzen Kentuckys liegen, sind die Craft-Brennereien über den ganzen Staat verteilt.

## Besucher
Zwischen 2005 und 2009 besuchten insgesamt 1,7 Millionen Touristen den Trail. Im Jahr 2010 reichten 6.000 Besucher volle Trail-Pässe ein, das heißt, sie hatte sämtlichen offiziellen Wegpunkte in diesem Jahr besucht.